# Флаги Иркутской области
Список флагов муниципальных образований Иркутской области Российской Федерации.
На 1 января 2020 года в Иркутской области насчитывалось 454 муниципальных образования — 10 городских округов, 32 муниципальных района, 58 городских поселений и 354 сельских поселения.

## Флаги городских округов
| Флаг | Наименование                                          | Дата утверждения           | Номер в ГГР |
| ---- | ----------------------------------------------------- | -------------------------- | ----------- |
|      | Флаг муниципального образования города Иркутска       | 31 октября 1996            | 133         |
|      | Флаг Ангарского городского округа                     | 23 марта 2004 24 июня 2015 | 1492        |
|      | Флаг муниципального образования города Братска        | 27 ноября 2015             | 3527        |
|      | Флаг Зиминского городского муниципального образования | 27 ноября 2008             | 4681        |
|      | Флаг муниципального образования «Город Саянск»        | 27 июля 2000               | 686         |

| Флаг | Наименование                                             | Дата утверждения | Номер в ГГР |
| ---- | -------------------------------------------------------- | ---------------- | ----------- |
|      | Флаг муниципального образования «город Свирск»           | 28 апреля 2009   | 4958        |
|      | Флаг муниципального образования — «город Тулун»          | 26 июня 2020     | 13223       |
|      | Флаг муниципального образования «Город Усолье-Сибирское» | 24 апреля 2014   | 9470        |
|      | Флаг муниципального образования город Усть-Илимск        | 21 июня 2006     | 2575        |
|      | Флаг муниципального образования «город Черемхово»        | 15 марта 2007    | 3121        |

## Флаги муниципальных районов
| Флаг | Наименование                                               | Дата утверждения | Номер в ГГР |
| ---- | ---------------------------------------------------------- | ---------------- | ----------- |
|      | Флаг муниципального образования «Аларский район»           | 26 февраля 2020  | 12977       |
|      | Флаг муниципального образования «Балаганский район»        | 30 августа 2017  | 12975       |
|      | Флаг муниципального образования «Баяндаевский район»       | 29 марта 2011    | 6883        |
|      | Флаг муниципального образования «Бодайбинский район»       |                  |             |
|      | Флаг муниципального образования «Боханский район»          | 23 апреля 2020   | 12979       |
|      | Флаг муниципального образования «Братский район»           | 23 марта 2016    | 11241       |
|      | Флаг муниципального образования «Жигаловский район»        | 1 марта 2011     | 6774        |
|      | Флаг муниципального образования «Заларинский район»        | 25 февраля 2011  | 6772        |
|      | Флаг Зиминского районного муниципального образования       | 26 февраля 2008  | 4145        |
|      | Флаг Иркутского районного муниципального образования       | 20 апреля 2009   | 4917        |
|      | Флаг муниципального образования «Казачинско-Ленский район» | 29 сентября 2005 | 2108        |
|      | Флаг муниципального образования «Катангский район»         | 7 июня 2011      | 7234        |
|      | Флаг муниципального образования «Качугский район»          | 28 августа 2009  | 5732        |
|      | Флаг муниципального образования Киренский район            | 25 июня 2008     | 4274        |
|      | Флаг муниципального образования Куйтунский район           | 18 марта 2014    | 9468        |
|      | Флаг муниципального образования «Мамско-Чуйский район»     | 17 сентября 2020 | 13275       |

| Флаг | Наименование                                               | Дата утверждения | Номер в ГГР |
| ---- | ---------------------------------------------------------- | ---------------- | ----------- |
|      | Флаг муниципального образования «Нижнеилимский район»      | 31 октября 2013  | 8844        |
|      | Флаг муниципального образования «Нижнеудинский район»      | 31 октября 2018  | 12172       |
|      | Флаг муниципального образования «Нукутский район»          | 29 января 2021   | 13356       |
|      | Флаг Ольхонского районного муниципального образования      | 21 декабря 2014  | 10077       |
|      | Флаг Осинского муниципального района                       | 28 октября 2020  | 13277       |
|      | Флаг муниципального образования Слюдянский район           | 26 февраля 2009  | 4832        |
|      | Флаг Тайшетского муниципального района                     | 22 декабря 2020  | 13279       |
|      | Флаг муниципального образования «Тулунский район»          | 28 июня 2016     | 11023       |
|      | Флаг Усольского районного муниципального образования       | 25 мая 2010      | 6329        |
|      | Флаг муниципального образования «Усть-Илимский район»      | 27 сентября 2012 | 7942        |
|      | Флаг Усть-Кутского муниципального образования              | 27 февраля 2007  | 3609        |
|      | Флаг муниципального образования «Усть-Удинский район»      | 26 марта 2020    | 12981       |
|      | Флаг Черемховского районного муниципального образования    | 17 июня 2008     | 4124        |
|      | Флаг Чунского районного муниципального образования         | 10 ноября 2008   | 4534        |
|      | Флаг муниципального образования «Шелеховский район»        | 26 ноября 2020   | 13302       |
|      | Флаг муниципального образования «Эхирит-Булагатский район» | 30 января 2013   | 8360        |

## Флаги городских поселений
| Флаг | Наименование                                                                  | Дата утверждения | Номер в ГГР |
| ---- | ----------------------------------------------------------------------------- | ---------------- | ----------- |
|      | Флаг Алзамайского муниципального образования Нижнеудинского района            | 25 сентября 2014 | 10621       |
|      | Флаг Байкальского муниципального образования Слюдянского района               | 3 марта 2011     | 6654        |
|      | Флаг Балахнинского муниципального образования Бодайбинского района            | 23 декабря 2019  | 12873       |
|      | Флаг Белореченского муниципального образования Усольского района              | 18 февраля 2015  | 10199       |
|      | Флаг Бирюсинского городского поселения Тайшетского района                     | 26 января 2012   |             |
|      | Флаг Большелугского муниципального образования Шелеховского района            | 14 ноября 2006   |             |
|      | Флаг Большереченского муниципального образования Иркутского района            | 26 апреля 2012   |             |
|      | Флаг Вихоревского муниципального образования Братского района                 | 25 мая 2020      |             |
|      | Флаг Железногорск-Илимского городского поселения Нижнеилимского района        | 23 января 2012   | 7563        |
|      | Флаг Железнодорожного муниципального образования Усть-Илимского района        | 20 апреля 2018   | 12835       |
|      | Флаг Жигаловского муниципального образования Жигаловского района              | 28 октября 2019  | 12751       |
|      | Флаг Заларинского муниципального образования Заларинского района              | 26 декабря 2020  |             |
|      | Флаг Киренского муниципального образования Киренского района                  | 24 декабря 2019  | 12709       |
|      | Флаг Кропоткинского муниципального образования Бодайбинского района           | 29 ноября 2018   | 12195       |
|      | Флаг Куйтунского муниципального образования Куйтунского района                | 27 апреля 2017   | 11367       |
|      | Флаг Магистральнинского муниципального образования Казачинско-Ленского района | 14 мая 2009      | 4956        |

| Флаг | Наименование                                                           | Дата утверждения | Номер в ГГР |
| ---- | ---------------------------------------------------------------------- | ---------------- | ----------- |
|      | Флаг Мамаканского муниципального образования Бодайбинского района      | 21 февраля 2020  | 12877       |
|      | Флаг Михайловского муниципального образования Черемховского района     | 9 февраля 2018   | 11762       |
|      | Флаг Мишелёвского муниципального образования Усольского района         | 24 июня 2015     | 10520       |
|      | Флаг Нижнеудинского муниципального образования Нижнеудинского района   | 16 июля 2020     | 13123       |
|      | Флаг Новобирюсинского муниципального образования Тайшетского района    | 26 июня 2019     | 12586       |
|      | Флаг Радищевского муниципального образования Нижнеилимского района     | 3 декабря 2019   | 12892       |
|      | Флаг Слюдянского муниципального образования Слюдянского района         | 31 мая 2018      | 12388       |
|      | Флаг Среднинского муниципального образования Усольского района         | 27 октября 2010  | 6656        |
|      | Флаг Тайтурского муниципального образования Усольского района          | 25 сентября 2013 | 8637        |
|      | Флаг Тайшетского муниципального образования Тайшетского района         | 19 марта 2008    | 4016        |
|      | Флаг Тельминского муниципального образования Усольского района         | 26 августа 2015  | 10526       |
|      | Флаг Ульканского муниципального образования Казачинско-Ленского района | 25 июня 2013     | 8635        |
|      | Флаг муниципального образования «Город Усть-Кут» Усть-Кутского района  | 10 февраля 2009  | 4834        |
|      | Флаг Чунского муниципального образования Чунского района               | 30 ноября 2020   |             |
|      | Флаг Юртинского городского поселения Тайшетского района                | 28 мая 2010      | 6331        |

## Флаги сельских поселений
| Флаг | Наименование                                                            | Дата утверждения | Номер в ГГР |
| ---- | ----------------------------------------------------------------------- | ---------------- | ----------- |
|      | Флаг Алехинского муниципального образования Черемховского района        | 28 мая 2020      | 13118       |
|      | Флаг Бабагайского муниципального образования Заларинского района        | 25 октября 2018  | 12110       |
|      | Флаг Батаминского муниципального образования Зиминского района          | 4 марта 2009     | 4830        |
|      | Флаг муниципального образования «Баяндай» Баяндаевского района          | 31 октября 2018  | 12094       |
|      | Флаг Большееланского муниципального образования Усольского района       | 26 ноября 2014   | 9830        |
|      | Флаг муниципального образования «Бохан» Боханского района               | 28 ноября 2019   | 12749       |
|      | Флаг Булайского муниципального образования Черемховского района         | 23 марта 2020    | 13120       |
|      | Флаг муниципального образования «Бурят-Янгуты» Осинского района         | 28 марта 2019    | 12371       |
|      | Флаг Веренского муниципального образования Заларинского района          | 24 апреля 2018   | 11889       |
|      | Флаг Владимирского муниципального образования Заларинского района       | 28 февраля 2018  | 12667       |
|      | Флаг Голуметского муниципального образования Черемховского района       | 10 марта 2020    | 12875       |
|      | Флаг Железнодорожного муниципального образования Усольского района      | 14 июля 2015     | 10518       |
|      | Флаг Жуинского муниципального образования Бодайбинского района          | 27 декабря 2019  | 12823       |
|      | Флаг Зерновского муниципального образования Черемховского района        | 31 марта 2020    | 13122       |
|      | Флаг Казачинского муниципального образования Казачинско-Ленского района | 25 декабря 2015  | 10739       |
|      | Флаг Ключевского муниципального образования Казачинско-Ленского района  | 20 марта 2017    | 11413       |
|      | Флаг муниципального образования «Майск» Осинского района                | 19 сентября 2019 | 12753       |
|      | Флаг Мингатуйского муниципального образования Куйтунского района        | 27 марта 2019    | 12292       |
|      | Флаг Молодёжного муниципального образования Иркутского района           | 19 апреля 2018   | 12176       |
|      | Флаг Нижнеиретского муниципального образования Черемховского района     | 31 октября 2019  | 12755       |
|      | Флаг Новогромовского муниципального образования Черемховского района    | 31 октября 2019  |             |
|      | Флаг Новожилкинского муниципального образования Усольского района       | 14 июля 2015     | 10522       |
|      | Флаг Новомальтинского муниципального образования Усольского района      | 31 октября 2016  | 11133       |

| Флаг | Наименование                                                        | Дата утверждения | Номер в ГГР |
| ---- | ------------------------------------------------------------------- | ---------------- | ----------- |
|      | Флаг Оёкского муниципального образования Иркутского района          | 30 октября 2009  | 5822        |
|      | Флаг Покоснинского муниципального образования Братского района      | 26 февраля 2019  | 12390       |
|      | Флаг Раздольинского муниципального образования Усольского района    | 15 мая 2015      | 10367       |
|      | Флаг Речушинского муниципального образования Нижнеилимского района  | 7 февраля 2020   | 12879       |
|      | Флаг Седановского муниципального образования Усть-Илимского района  | 16 августа 2018  | 12648       |
|      | Флаг Сосновского муниципального образования Усольского района       | 29 мая 2014      |             |
|      | Флаг Сосновского муниципального образования Усольского района       | 9996             |             |
|      | Флаг Соцгородского муниципального образования Нижнеилимского района | 12 ноября 2020   |             |
|      | Флаг Тальянского муниципального образования Усольского района       | 25 июня 2015     | 10524       |
|      | Флаг Троицкого муниципального образования Заларинского района       | 3 июля 2019      | 12444       |
|      | Флаг муниципального образования «Тургеневка» Баяндаевского района   | 18 апреля 2019   | 12442       |
|      | Флаг Тыретского муниципального образования Заларинского района      | 27 апреля 2018   | 11891       |
|      | Флаг Ханжиновского муниципального образования Заларинского района   | 26 апреля 2019   | 12446       |
|      | Флаг Узколугского муниципального образования Черемховского района   | 6 марта 2020     |             |
|      | Флаг Утуликского муниципального образования Слюдянского района      | 29 ноября 2018   | 12112       |
|      | Флаг Ухтуйского муниципального образования Зиминского района        | 28 мая 2010      | 6231        |
|      | Флаг Холмогойского муниципального образования Заларинского района   | 27 февраля 2018  | 11837       |
|      | Флаг Хомутовского муниципального образования Иркутского района      | 25 марта 2011    | 7302        |
|      | Флаг Хор-Тагнинского муниципального образования Заларинского района | 31 мая 2019      | 12448       |
|      | Флаг Черемховского муниципального образования Черемховского района  | 24 декабря 2019  | 13125       |
|      | Флаг Черемшанского муниципального образования Заларинского района   | 8 апреля 2019    | 12483       |
|      | Флаг Чиканского муниципального образования Жигаловского района      | 24 июля 2018     | 11985       |
|      | Флаг Ширяевского муниципального образования Иркутского района       | 31 мая 2019      | 12485       |

## Флаги упразднённых муниципальных образований
| Флаг | Наименование                                                   | Дата утверждения | Номер в ГГР | Примечания |
|      | Флаг Мальтинского муниципального образования Усольского района | 15 декабря 2014  | 9980        | Законом Иркутской области от 25 мая 2017 года № 31-ОЗ 10 июня 2017 года были преобразованы, путём их объединения, Белореченское муниципальное образование и Мальтинское муниципальное образование — в Белореченское городское муниципальное образование |

## Упразднённые флаги
| Флаг | Наименование                                         | Дата утверждения | Дата отмены     |
| ---- | ---------------------------------------------------- | ---------------- | --------------- |
|      | Флаг муниципального образования города Иркутска      | 27 февраля 1996  | 31 октября 1996 |
|      | Флаг муниципального образования города Братска       | 8 июня 2007      | 27 ноября 2015  |
|      | Флаг муниципального образования «Аларский район»     | 25 апреля 2012   | 26 февраля 2020 |
|      | Флаг Иркутского районного муниципального образования | 26 июня 2008     | 20 апреля 2009  |
|      | Флаг муниципального образования «Качугский район»    | 29 ноября 2002   | 28 августа 2009 |
|      | Флаг муниципального образования Куйтунский район     | 25 декабря 2002  | 28 июня 2011    |
|      | Флаг муниципального образования «Нукутский район»    | 6 апреля 2007    | 29 января 2021  |
|      | Флаг муниципального образования «Тайшетский район»   | 21 сентября 1999 | 22 декабря 2020 |
|      | Флаг города Ангарска Ангарского района               | 3 марта 2003     | 23 марта 2004   |

| Флаг | Наименование                                                        | Дата утверждения | Дата отмены      |
| ---- | ------------------------------------------------------------------- | ---------------- | ---------------- |
|      | Флаг муниципального образования «Бурят-Янгуты» Осинского района     | 25 апреля 2018   | 28 марта 2019    |
|      | Флаг Киренского муниципального образования Киренского района        | 25 июня 2010     | 24 декабря 2019  |
|      | Флаг муниципального образования «Майск» Осинского района            | 20 февраля 2014  | 19 сентября 2019 |
|      | Флаг Мамаканского муниципального образования Бодайбинского района   | 31 мая 2017      | 21 февраля 2020  |
|      | Флаг Новобирюсинского муниципального образования Тайшетского района | 29 августа 2018  | 26 июня 2019     |
|      | Флаг Оёкского муниципального образования Иркутского района          | 28 мая 2008      | 30 октября 2009  |
|      | Флаг Радищевского муниципального образования Нижнеилимского района  | 26 сентября 2019 | 3 декабря 2019   |
|      | Флаг Хомутовского муниципального образования Иркутского района      | 3 сентября 2010  | 25 марта 2011    |